# Veraguasvaktelduva
Veraguasvaktelduva (Leptotrygon veraguensis) är en fågel i familjen duvor inom ordningen duvfåglar.

## Utseende
Veraguasvaktelduvan är en knubbig och relativt liten vaktelduva med påtagligt mörk fjäderdräkt. Den är övervägande mörkt gråaktig med kontrasterande vitt i ansiktet och på kinden. Nedre delen av buken är vitaktig, övergående i beige på undergumpen. Benen är skärröda.

## Utbredning och systematik
Fågeln återfinns i karibiska låglandet från Costa Rica till nordvästra Ecuador. Tidigare fördes den till släktet Geotrygon men genetiska studier visar att den är mer avlägset släkt.. Därför placeras den numera som ensam art i släktet Leptotrygon.

## Levnadssätt
Veraguasvaktelduvan förekommer i skogsområden och ses vanligen på marken, om den inte skräms upp då den sätter sig lågt i ett träd. Liksom de flesta vaktelduvor får man bäst syn på den om man går tyst utmed stigar i gryning och skymning.

## Status och hot
Arten har ett stort utbredningsområde, men tros minska i antal, dock inte tillräckligt kraftigt för att den ska betraktas som hotad. Internationella naturvårdsunionen IUCN listar arten som livskraftig (LC). Beståndet uppskattas till i storleksordningen 20 000 till 50 000 vuxna individer.

## Namn
Fågelns svenska och vetenskapliga artnamn syftar på Panama-provinsen Veraguas.